# Cristina (genre)
Pour les articles homonymes, voir Cristina.
Genre
Synonymes
- Novabunus Goodnight & Goodnight, 1944

Cristina est un genre d'opilions eupnois de la famille des Phalangiidae.

## Distribution
Les espèces de ce genre se rencontrent en écozone afrotropicale.

## Liste des espèces
Selon World Catalogue of Opiliones (29/04/2021) :
- Cristina adenia (Roewer, 1941)
- Cristina bispinifrons Roewer, 1917
- Cristina crassipes Loman, 1902
- Cristina lettowi (Roewer, 1923)
- Cristina pachylomera (Simon, 1879)
- Cristina patellaris (Roewer, 1956)
- Cristina pteronia (Sørensen, 1910)
- Cristina ruandana Kauri, 1985
- Cristina somalica (Roewer, 1956)
- Cristina spinosa (Goodnight & Goodnight, 1944)
- Cristina subinermis Caporiacco, 1940
- Cristina villiersi (Roewer, 1953)
- Cristina zavattarii Caporiacco, 1939

## Publication originale
- Loman, 1902 : Neue aussereuropäische Opilioniden. » Zoologische Jahrbücher, vol. 16, p. 163–216 (texte intégral).